# Кузнецовка (Себежский район)
Кузнецовка — деревня в Себежском районе Псковской области России. Входит в состав городского поселения Себеж. Численность населения деревни по оценке на начало 2001 года составляла 603 жителя. В деревне родился Герой Советского Союза Василий Иосифович Киселёв.

## География
Расположена на юго-западе региона, в центральной части района, в пределах Прибалтийской низменности, в зоне хвойно-широколиственных лесов, к северу от деревни Птушкино, в 5 км к северо-востоку от города Себеж между региональными автодорогами 58К-489 и 58К-284.

## Климат
Климат, как и во всем районе, умеренно континентальный. Характеризуется мягкой зимой, относительно прохладным летом, сравнительно высокой влажностью воздуха и значительным количеством осадков в течение всего года. Средняя температура воздуха в июле +17 °C, в январе −8 °C. Средняя продолжительность безморозного периода составляет 130—145 дней в году. Годовое количество осадков — 600—700 мм. Большая их часть выпадает в апреле — октябре. Устойчивый снежный покров держится 100—115 дней; его мощность обычно не превышает 20-30 см.

## История
На карте Псковской губернии 1888 года обозначена как Кузнецова.
В 1941 году с фашистами в Кузнецовке сражалась 5-я стрелковая дивизия (1-го формирования). В 1941—1944 гг. местность находилась под фашистской оккупацией войсками Гитлеровской Германии.
Деревня Кузнецовка в советские и постсоветские годы входила в Ленинский сельсовет, который Постановлением Псковского областного Собрания депутатов от 26 января 1995 года переименован в Ленинскую волость.
Законом Псковской области от 28 февраля 2005 года Ленинская волость была упразднена, а с 1 января 2006 года её территория, в том числе деревня Кузнецовка, вместе с городом Себеж составили новосозданное муниципальное образование Себеж со статусом городского поселения.

### Происшествия
1 июля 2019 года, на перегоне Заваруйка — Себеж водитель грузового автомобиля, грубо нарушив правила дорожного движения, выехал на железнодорожный переезд автодороги 58К-284 (Опочка — Дубровка — граница с Беларусью) при исправно действующей сигнализации перед приближающимся рабочим поездом № 8753. Машинист применил экстренное торможение, но расстояние было недостаточным для предотвращения столкновения. В результате ДТП машинист поезда погиб, помощник машиниста госпитализирован в тяжелом состоянии (и впоследствии, как сообщалось ранее со ссылкой на собственные источники, скончался). Также пострадали трое работников, находившихся в поезде. На место направлен восстановительный поезд со станции Новосокольники.

## Население
| 2001 | 2002 | 2010 |
| ---- | ---- | ---- |
| 603  | ↘553 | ↘440 |

### Национальный и гендерный состав
Согласно результатам переписи 2002 года, в национальной структуре населения русские составляли 94 % от общей численности в 553 чел., из них 264 мужчин, 289 женщин.

## Инфраструктура
МБОУ Кузнецовская СОШ.

## Транспорт
Деревня доступна автомобильным и железнодорожным транспортом.
К северу от деревни расположена железнодорожная платформа Кузнецовка Октябрьской железной дороги. По состоянию на октябрь 2020 года пригородного сообщения нет.
В границах населённого пункта проходит автомобильная дорога общего пользования местного значения (идентификационный номер  58-254-501  ОП  МГ  58Н-004), протяженностью в 3,15	 км  .